# Aldershot Town
Aldershot Town (offiziell: Aldershot Town Football Club) – auch bekannt als The Shots – ist ein englischer Fußballverein aus der Stadt Aldershot. Die Gründung fand im Frühling 1992 statt, kurz nachdem der überschuldete Viertligist FC Aldershot den Spielbetrieb hatte einstellen müssen. Der 1926 gegründete FC Aldershot war zuvor seit 1932 Mitglied der Football League gewesen.
Die Mannschaft trägt ihre Heimspiele im Recreation Ground aus, der seit 2015 offiziell nach einem Sponsor „The EBB Stadium“ heißt. Von 2008 bis 2013 spielte der Verein in der viertklassigen Profiliga Football League Two.

## Geschichte

### Die erste Dekade (1992–2002)
Die Stadt Aldershot besaß am 25. März 1992 keinen Fußballverein mehr, nachdem sich der FC Aldershot als erster englischer Profifußballverein nach Accrington Stanley im Jahr 1962 in der noch laufenden Saison aus dem Spielbetrieb zurückgezogen hatte. Mit Aldershot Town wurde umgehend ein neuer Stadtklub aus der Taufe gehoben und obwohl dieser in der dritten Division der Isthmian League startete, waren die Zuschauerzahlen in den ersten Pflichtheimspielen bereits höher als in der letzten Heimpartie des FC Aldershot gegen Cardiff City in der Fourth Division. Unter der Leitung des ehemaligen Spielers Steve Wignall gewann der neue Verein zehn Spiele in Serie und führte als Meister am Ende die Tabelle mit einem 18-Punkte-Abstand an.
Ein Jahr später folgte der direkte Durchmarsch in die First Division der Isthmian League, der zusätzlich mit einem Viertelfinaleinzug in der FA Vase begleitet wurde. Obwohl der Verein zur Mitte der Saison 1994/95 ohne Steve Wignall auskommen musste, der sich dem Trainerstab von Manchester United angeschlossen hatte, blieb er auch unter Steve Wigley, einem ehemaligen Flügelspieler von Nottingham Forest, auf der Erfolgsspur. Der dritten Aufstieg in Serie verhinderte jedoch das schlechtere Torverhältnis gegenüber dem Konkurrenten Chertsey Town – trotz einer Serie von sechs siegreichen Partien zu Saisonende. Nach zwei weiteren Spielzeiten in der oberen Tabellenhälfte, in denen die Mannschaft aber jeweils den gewünschten Aufstieg erneut verpasste, verließ Wigley im Juli 1997 den Verein in Richtung seines Ex-Klubs nach Nottingham, um dort die Jugendabteilung zu leiten. Unter dem neuen Trainer George Borg gelang der nächste Entwicklungsschritt und bereits in dessen erster Saison 1997/98 gewann Aldershot Town die Meisterschaft in der First Division der Isthmian League, die gleichbedeutend mit dem Aufstieg in die Premier Division der Isthmian League war. Der Zuschauerzuspruch für den erst sechs Jahre zuvor gegründeten Klub war zudem deutlich gestiegen, was sich vor allem in den knapp 4.300 Zuschauern im entscheidenden Heimspiel gegen Berkhamsted Town gezeigt hatte. Die Mannschaft fand sich in der obersten Isthmian-League-Spielklasse gut zurecht und gewann nach einem siebten Platz 1999 in der Spielzeit 1999/2000 die Vizemeisterschaft hinter Dagenham & Redbridge. Ebenfalls in diese Zeit fiel mit dem Gewinn des Isthmian League Cups 1999 ein weiterer „Achtungserfolg“.
Erstmals gegen Konkurrenz aus der Football League trat Aldershot Town im heimischen Recreation Groud im FA Cup der Saison 2000/01 an. Der gegnerische Viertligist Brighton & Hove Albion erwies sich aber vor der neuen Rekordkulisse von 7.500 Zuschauern bei der 2:6-Niederlage noch als zu leistungsstark. Um den nächsten Schritt, den Sprung in die nächsthöhere Football Conference, zu realisieren, verpflichtete Borg im Sommer 2001 eine Reihe von neuen Spielern. Die Mannschaft zeigte sich erneut im FA Cup bereits deutlich verbessert und zwang die Profikonkurrenz von Bristol Rovers zu einem Wiederholungsspiel, das diese erst in der 87. Minute mit einem 1:0 in Bristol gewannen. Der Erwartungsdruck auf das Team nahm deutlich zu und nach enttäuschenden Resultaten in der Liga, wie einer Heimniederlage gegen Boreham Wood und einer 1:3-Niederlage gegen Canvey Island – nach anfänglicher 1:0-Führung – stand Borg ab November 2001 trotz seiner vorherigen Verdienste unter massiver Kritik in der öffentlichen Meinung. Bereits im Januar 2002 verließ Borg den Verein.

### Der Sprung in die Football Conference (2002–2007)
Genau zehn Jahre nach dem letzten Ligaspiel des FC Aldershot verpflichtete dessen Nachfolgerklub Aldershot Town am 20. März 2002 mit Terry Brown den bereits vierten Trainer in seiner Geschichte. Gleich elf Spieler mussten den Verein verlassen und wurden durch neue Akteure ersetzt, die in der Mehrzahl bereits über Erfahrungen in der Football Conference oder sogar in der Football League verfügten. Nach einem durchwachsenen Start in die Saison 2002/03, der durch Verletzungen einiger Schlüsselspieler mitverantwortet war, eroberte die neu zusammengesetzte Mannschaft im November 2002 die Tabellenführung und gab diese bis zum Ende nicht mehr ab. Ein 1:0-Sieg vor 2.400 Shots-Fans im gegnerischen Stadion des Verfolgers Canvey Island sorgte im Aufstiegskampf bereits im April 2003 für eine Vorentscheidung und die erste Teilnahme am Spielbetrieb der Football Conference stellte später ein 1:1–Remis bei Sutton United auch rechnerisch sicher.
Browns Mannschaft, deren Spieler den Fußballsport im Gegensatz zu vielen Ligakonkurrenten immer noch mehr auf Teilzeitbasis ausübten, hielt sich überraschend gut in der fünfthöchsten englischen Spielklasse und sicherte sich zum Ende der Saison 2003/04 einen Play-off-Platz zum Aufstieg in die Football League. Nach einem Halbfinalerfolg dort gegen das favorisierte Hereford United standen die Shots im Play-off-Finale gegen Shrewsbury Town. Das Endspiel fand nach einem 1:1 nach regulärer Spielzeit zunächst keinen Sieger und musste im Elfmeterschießen entschieden werden. In diesem konnte keiner der Spieler von Aldershot Town seinen Strafstoß verwandeln und so behielten die „Shrews“ mit insgesamt 4:1 Toren die Oberhand. Eine wichtige Strukturentscheidung traf der Verein dessen ungeachtet am 24. Mai 2004 und wandelte den Klub zum 1. Juli 2004 in einen Profiverein auf Vollzeitbasis um, womit Aldershot offiziell nach zwölf Jahren wieder eine professionelle Fußballmannschaft innerhalb ihrer Stadtgrenzen hatte. Wie im Vorjahr sicherte sich Aldershot Town auch 2005 einen Play-off-Platz und stand im Halbfinale Carlisle United gegenüber. Nach einem 1:0-Erfolg im Hinspiel lagen die Shots im gegnerischen Brunton Park mit 0:2 hinten, bevor ein Tor in der Nachspielzeit zum 1:2 eine Verlängerung und danach ein Elfmeterschießen erzwang. Trotz einer zwischenzeitlichen 3:1-Führung dort zogen die Shots wie bereits im Jahr zuvor im Endspiel den Kürzeren.
Der Aufwärtstrend war danach zunächst einmal gestoppt und der 13. Platz zum Abschluss der Saison 2005/06 war trotz der Relativierung durch die Verletzungsprobleme enttäuschend. Auch in der anschließenden Spielzeit 2006/07 kamen die Shots nie auch nur in die Nähe eine Play-off-Platzes und belegten am Ende mit einem Abstand von 13 Punkten auf diese Ränge in der aus 24 Mannschaften bestehenden reformierten Conference National den neunten Platz. Im März 2007 war Trainer Brown bereits zurückgetreten und hatte dabei als Hauptgrund den Gesundheitszustand seiner Frau angegeben.

### Aufstieg in die Football League (seit 2007)
Nachdem zwischendurch Co-Trainer Martin Kuhl das Traineramt auf Interimsbasis ausgeübt hatte, übernahm im Mai 2007 mit Gary Waddock ein ehemaliger irischer Nationalspieler die sportliche Leitung bei den Shots. Mit frischem Wind und dem neuen Kapitän Rhys Day zeigte das Team vor allem bis zum Ende des Jahres konstant gute Leistungen und benötigte nach 42 Spielen und 17 Punkten Abstand auf den Zweitplatzierten Torquay United nur einen Punkt für den direkten Aufstieg als Meister der Conference National. Aldershot Town erreichte dieses Ziel am 15. April 2008 mit dem 1:1 bei Exeter City und qualifizierte sich damit erstmals in der noch jungen Vereinsgeschichte für den Spielbetrieb der Football League. Mit am Ende 18 Spielen in Serie ohne Niederlage und der Rekordausbeute von 101 Punkten gewannen die Shots überlegen die Meisterschaft in der Conference National, die zuvor noch durch den Sieg im Conference League Cup gekrönt worden war.
Die Shots gewannen ihr Eröffnungsspiel in der ersten Saison 2008/09 der Football League Two mit 1:0 gegen Accrington Stanley. Das Debüt im Ligapokal der Football League gegen Coventry City vier Tage später ging hingegen mit 1:3 in der Ricoh Arena verloren. Mit 17 Punkten Abstand auf die Abstiegsplätze gelang der Klassenerhalt 2009 letztlich problemlos.

## Erfolge
FA Trophy: 1
- 2024/25

Conference League Cup: 1
- 2007/08

Isthmian League Cup: 1
- 1998/99

Hampshire Senior Cup: 5
- 1998/99, 1999/2000, 2001/02, 2002/03, 2006/07

## Ligazugehörigkeit
- 1992–1993: Isthmian League Third Division
- 1993–1994: Isthmian League Second Division
- 1994–1998: Isthmian League First Division
- 1998–03: Isthmian League Premier Division
- 2003–2004: Football Conference
- 2004–2008: Conference National
- 2008–2013: Football League Two
- seit 2013: National League